# Benjamin Ward Richardson
Benjamin Ward Richardson, född den 31 oktober 1828 i Somerby, Leicestershire, död den 21 november 1896 i London, var en engelsk läkare.
Richardson skrev ett stort antal vetenskapliga och populära arbeten, bland dem Diseases of modern life (1874; svensk översättning "Vår tids sjukdomar", 1880). Han utgav även en kvartalsskrift med titeln The asclepeads, a book of original research.